# Rondo Kocmyrzowskie im. Józefa Gorzelanego w Krakowie
Rondo Kocmyrzowskie im. Józefa Gorzelanego (nazywane czasem potocznie Rondo Kocmyrzowskie) – jednopoziomowe skrzyżowanie w Krakowie zlokalizowane na północny wschód od Starego Miasta, u zbiegu alei gen. Władysława Andersa, ulicy Bieńczyckiej i ulicy Kocmyrzowskiej. Obecnie Rondo Kocmyrzowskie im. Józefa Gorzelanego znajduje się na terenie Dzielnicy XVIII Nowa Huta.

## Opis
Rondo Kocmyrzowskie im. Józefa Gorzelanego posiada 3 pasy ruchu. Organizacja ruchu w obrębie Ronda Kocmyrzowskiego ma charakter samooczyszczający się; oznacza to, że wszystkie pasy ruchu wyprowadzają kierujących poza skrzyżowanie i aby na nim pozostać należy zmieniać pasy ruchu.

## Otoczenie
Na północ od ronda Kocmyrzowskiego znajdują się Planty Bieńczyckie. Na północny zachód od ronda znajduje się Pomnik upamiętniający bohaterów bitwy o Monte Cassino.
W pobliżu ronda Kocmyrzowskiego im. Józefa Gorzelanego znajdują się:
- Planty Bieńczyckie
- Pomnik upamiętniający bohaterów bitwy o Monte Cassino
- XI Liceum Ogólnokształcące im. Marii Dąbrowskiej
- Teatr Ludowy

## Układ
W świetle prawa o ruchu drogowym, jest to skrzyżowanie z centralną wyspą bez ruchu okrężnego.
Przez rondo przebiega linia tramwajowa, a przy rondzie znajdują się także przystanki miejskiej komunikacji autobusowej i busów kursowych docierających do miejscowości leżących na wschód i południe od Krakowa.

### Połączenia komunikacyjne
W okolicach przystanku znajduje się zespół przystankowy Rondo Kocmyrzowskie im. Ks. Gorzelanego. Po północno zachodniej stronie ronda przy al. gen. Władysława Andersa ulokowano jeden przystanek autobusowy oraz jeden przystanek tramwajowy w kierunku ronda gen. Stanisława Maczka. Po południowo zachodniej stronie od skrzyżowania przy ul. Bieńczyckiej znajduje się jeden przystanek tramwajowy oraz jeden przystanek autobusowy w kierunku ronda Czyżyńskiego. Po południowo wschodniej części ronda ulokowano jeden przystanek autobusowy oraz jeden przystanek tramwajowy w kierunku placu Centralnego im. Ronalda Reagana.

## Nazwa
W 2005 roku Rada Dzielnicy XVIII Nowa Huta zgłosiła uchwałę, mającą na celu nadanie imienia Józefa Gorzelanego ówczesnemu rondzie Kocmyrzowskiemu. Ostatecznie zatwierdził ją Prezydent Krakowa Jacek Majchrowski w 2007 roku.

## Galeria

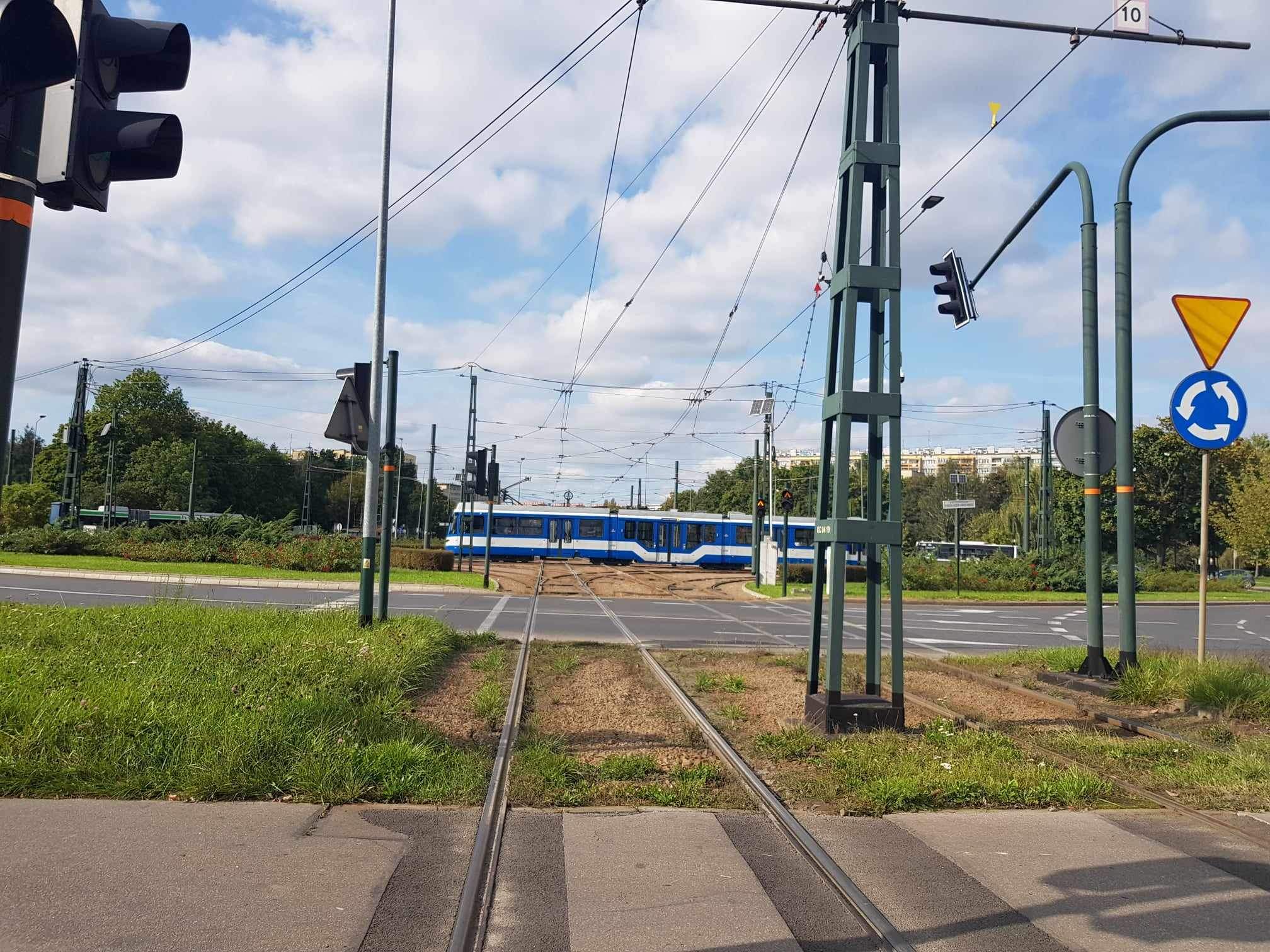
Torowisko tramwajowe przebiegające przez rondo
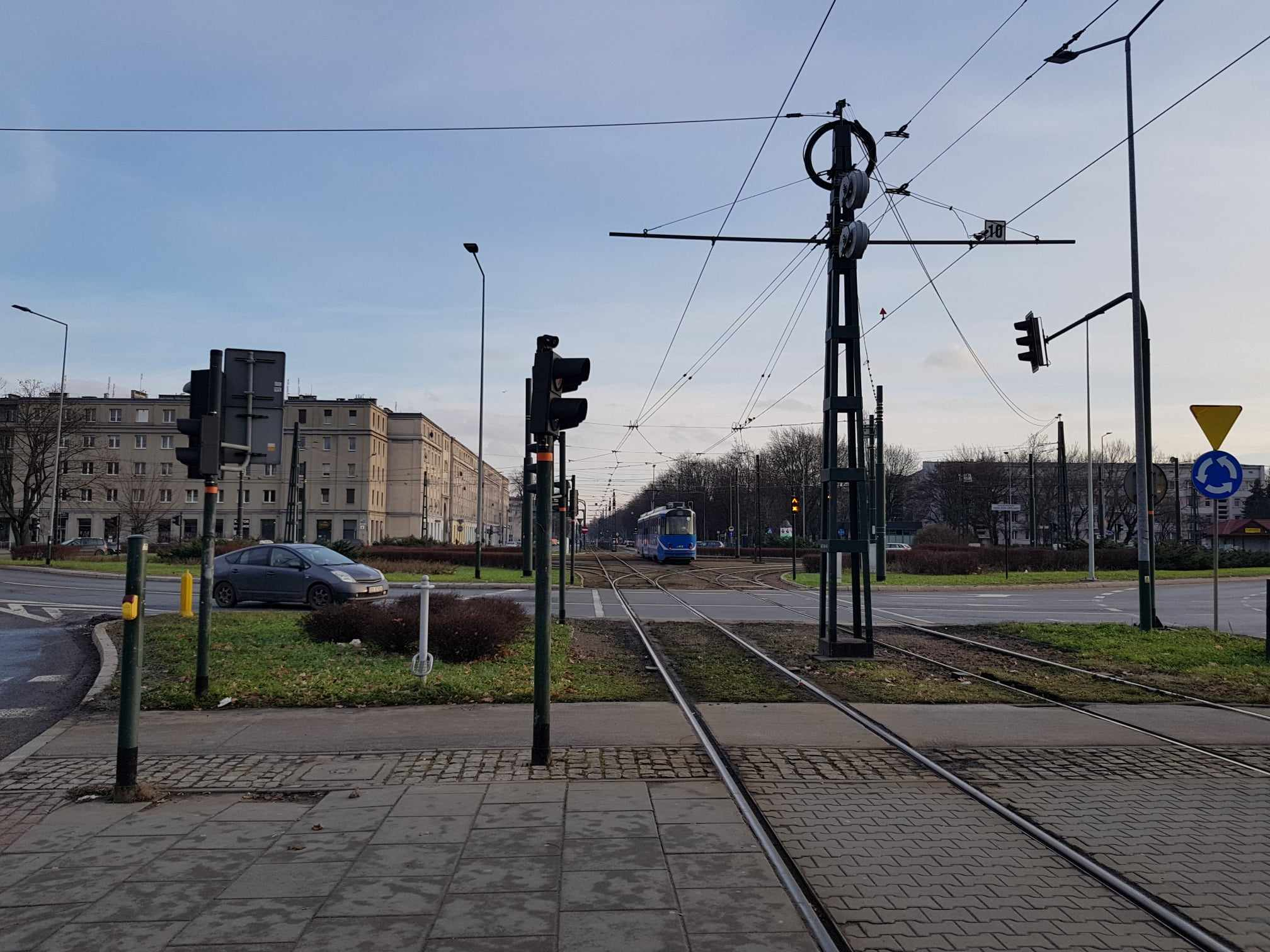
Widok z alei Władysława Andersa
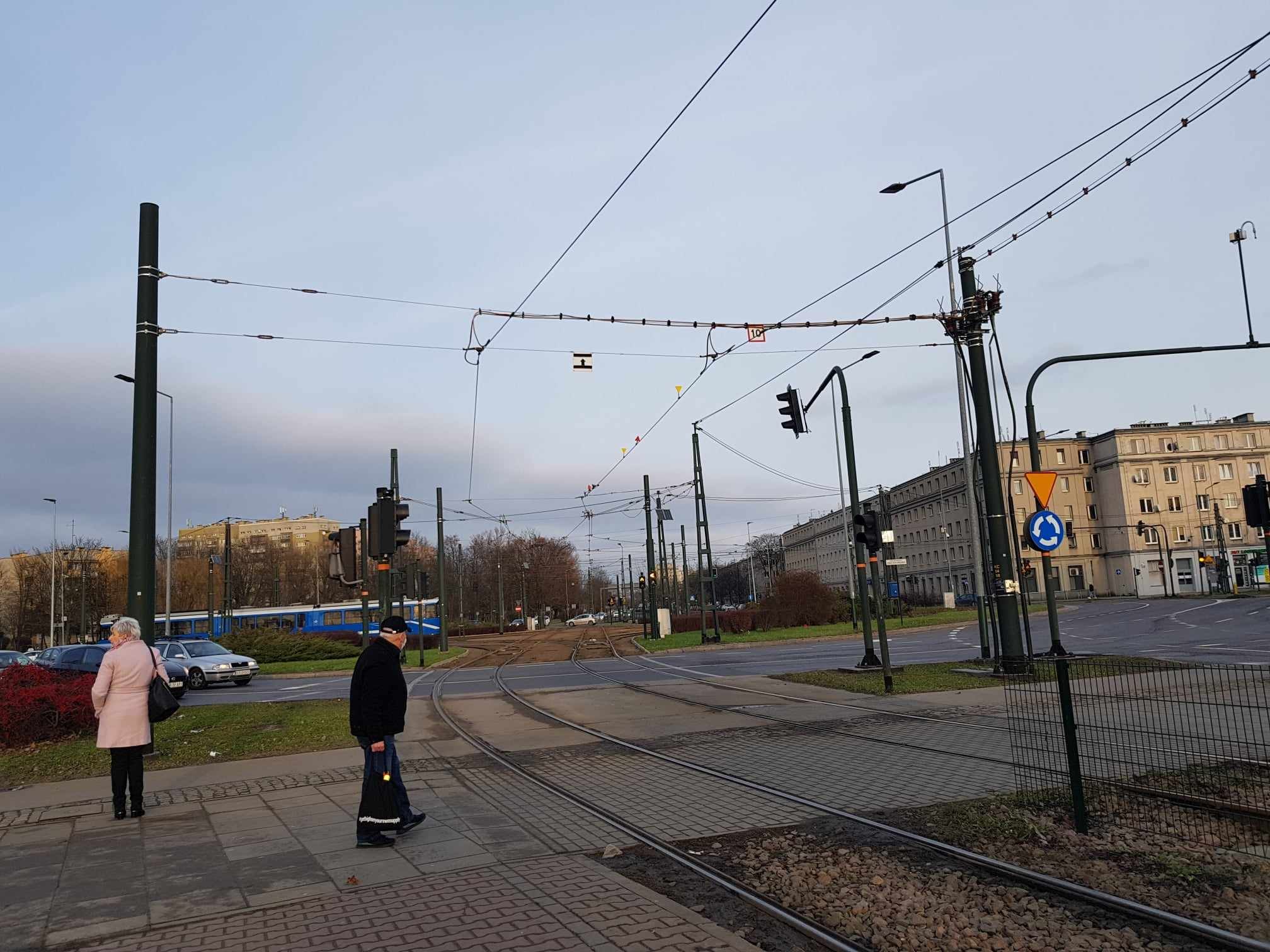
Widok od ulicy Bieńczyckiej
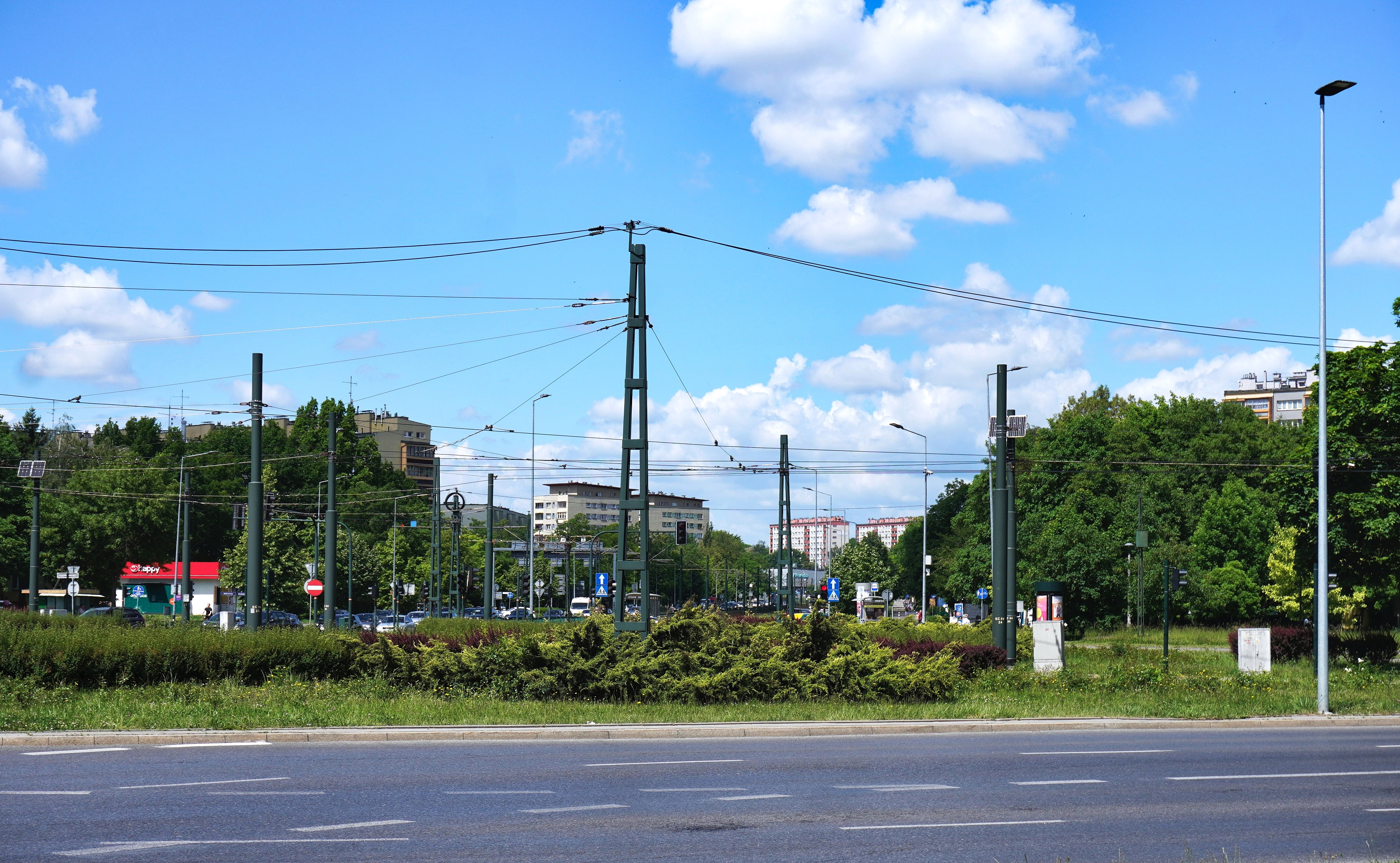
Widok ogólny od wschodu